# Archidiecezja Capiz
Archidiecezja Capiz (łac. Archidiœcesis Capicensis) – diecezja rzymskokatolicka na Filipinach. Powstała w 1951 jako diecezja. Promowana w 1976 do rangi archidiecezji i siedziby metropolii.

## Główne świątynie
- Archikatedra: Archikatedra Niepokalanego Poczęcia Najświętszej Maryi Panny w Roxas

## Biskupi i arcybiskupi Capiz
- Manuel Yap (1951–1952)
- Antonio Frondosa (1952–1986)
- Onesimo Cadiz Gordoncillo (1986–2011)
- Jose Advincula (2011–2021)
- Victor Bendico (od 2023)